# Diabrotica
Diabrotica es un género de escarabajos de la familia Chrysomelidae. El género fue descrito por Chevrolat en 1837.
"Siempre, durante el transcurso de nuestro experimento, nos ha llamado la atención la extraordinaria voracidad de Diabrotica speciosa respecto a Cucurbita andreana [el zapallito amargo]. Sobre zapallitos amargos de unos 90 gramos, partidos por la mitad y dejados sobre el suelo, se llegaban a concentrar hasta 300 insectos por fruto. Lo que demuestra a las claras la posibilidad de utilizar esta especie como planta-trampa en la lucha contra esta plaga de las hortalizas." (Contardi 1939)
Tallamy et al. (2002) trabajando en Estados Unidos hallaron la misma atracción de los frutos del zapallito amargo de Cucurbita andreana sobre la especie emparentada Diabrotica virgifera vigifera, plaga de maíz. Sus hallazgos, curiosos debido a que las cucurbitacinas que le dan el sabor amargo son tóxicas para la mayoría de los insectos, están en sintonía con los de otros autores que encontraron la gran atracción ejercida por las cucurbitáceas ricas en cucurbitacinas sobre los escarabajos crisomélidos de las tribus Diabrocitina y Aulacophorina, que pueden detectarla desde largas distancias y las secuestran para su propia protección
Se usan trampas contra estos insectos (utilizando como cebo la esencia floral de C. maxima simplificada), que se emplean hoy en día, si bien, como en los experimentos con zapallitos amargos cortados, el 99% de los insectos atraídos son machos que transfieren las cucurbitacinas a la hembra a través del espermatóforo y ella de allí a los huevos.
Lista de especies:
- † Diabrotica bowditchiana Wickham, 1914
- † Diabrotica exesa Wickham, 1911
- † Diabrotica florissantella Wickham, 1914
- † Diabrotica uteana Wickham, 1914
- Diabrotica adelpha Harold, 1875
- Diabrotica adornata Baly, 1890
- Diabrotica aegrota Baly, 1890
- Diabrotica alboplagiata Jacoby, 1882
- Diabrotica alegrensis Bechyne & Bechyne, 1962
- Diabrotica alexia Bechyne, 1956
- Diabrotica alfazema Bechyne, 1997
- Diabrotica amecameca Krysan & Smith, 1987
- Diabrotica amoena (Dalman, 1823)
- Diabrotica amoenula Boheman, 1859
- Diabrotica analis Baly, 1890
- Diabrotica antonietta Bechyne, 1956
- Diabrotica apicalis Baly, 1886
- Diabrotica apicicornis Jacoby, 1887
- Diabrotica apicipennis (Baly, 1890)
- Diabrotica aracatuba Bechyne & Bechyne, 1964
- Diabrotica arcuata Baly, 1859
- Diabrotica asignata Baly, 1890
- Diabrotica atomaria Jacoby, 1889
- Diabrotica atriceps Baly, 1890
- Diabrotica atriineata Baly, 1889
- Diabrotica atriscutata (Baly, 1890)
- Diabrotica atromaculata Baly, 1889
- Diabrotica atrosignata (Baly, 1890)
- Diabrotica bakeri (Bowditch, 1911)
- Diabrotica barberi R. Smith & Lawrence, 1967
- Diabrotica balteata Leconte, 1865
- Diabrotica bartleti Baly, 1890
- Diabrotica beniensis Krysan & Smith, 1987
- Diabrotica biannularis Harold, 1875
- Diabrotica bilineata Baly, 1890
- Diabrotica bioculata Bowditch, 1911
- Diabrotica bipartita Jacoby, 1887
- Diabrotica bipustulata Baly, 1886
- Diabrotica bisecta Baly, 1890
- Diabrotica boggianii Bowditch, 1911
- Diabrotica boliviana Harold, 1877
- Diabrotica bordoni Bechyne & Bechyne, 1969
- Diabrotica brevicornis Baly, 1890
- Diabrotica brevilineata Jacoby, 1887
- Diabrotica brevittitata Baly, 1890
- Diabrotica brunneosignata Jacoby, 1887
- Diabrotica buckleyi Baly, 1879
- Diabrotica buqueti Baly, 1889
- Diabrotica caiuba (Bechyne & Bechyne, 1969)
- Diabrotica calchaqui Cabrera & Cabrera Walsh, 2004
- Diabrotica callangaensis Bowditch, 1911
- Diabrotica carolae Krysan & Smith, 1987
- Diabrotica cavicollis Baly, 1890
- Diabrotica centralis Jacoby, 1882
- Diabrotica championi Jacoby, 1887
- Diabrotica chapuisi Baly, 1886
- Diabrotica chimborensis Bowditch, 1911
- Diabrotica chloris Baly, 1890
- Diabrotica chloropus Harold, 1875
- Diabrotica chlororhoidalis Bechyne, 1958
- Diabrotica chontalensis Jacoby, 1887
- Diabrotica circulata Harold, 1875
- Diabrotica clarkellita Bowditch, 1911
- Diabrotica clarki Weise, 1916
- Diabrotica clio Bowditch, 1911
- Diabrotica columbiensis Bowditch, 1911
- Diabrotica confluenta Baly, 1890
- Diabrotica confraterna Baly, 1889
- Diabrotica confusa Bowditch, 1911
- Diabrotica consentanea Baly, 1886
- Diabrotica contigua Baly, 1889
- Diabrotica crenulata Baly, 1890
- Diabrotica cristata (Harris, 1837)
- Diabrotica cryptochlora Bechyne, 1956
- Diabrotica cryptomorpha Bechyne, 1997
- Diabrotica curvilineata Jacoby, 1887
- Diabrotica curvipustulata Baly, 1890
- Diabrotica cyaneomaculata Jacoby, 1887
- Diabrotica decaspila Baly, 1890
- Diabrotica decempunctata Latreille, 1813
- Diabrotica deliqua Weise, 1921
- Diabrotica delrio Bowditch, 1911
- Diabrotica discoidalis Baly, 1865
- Diabrotica dissimilis Jacoby, 1887
- Diabrotica distincta Jacoby, 1882
- Diabrotica diversicornis Baly, 1890
- Diabrotica duplicata Jacoby, 1887
- Diabrotica duvivieri Baly, 1886
- Diabrotica dysoni Baly, 1886
- Diabrotica egleri (Bechyne & Bechyne, 1961)
- Diabrotica elata Fabricius, 1801
- Diabrotica elegantula Baly, 1886
- Diabrotica emorsitans Baly, 1890
- Diabrotica enae Marques, 1941
- Diabrotica ephemera Bechyne, 1958
- Diabrotica eustolia Bechyne, 1958
- Diabrotica evanescens Baly, 1889
- Diabrotica exclamationis Baly, 1859
- Diabrotica extensa (Baly, 1889)
- Diabrotica facialis Baly, 1890
- Diabrotica fallaciosa Weise, 1921
- Diabrotica fallenia Bechyne, 1956
- Diabrotica fasciata Kirsch, 1883[45]
- Diabrotica fauveli (Baly, 1890)
- Diabrotica febronia Bechyne, 1958
- Diabrotica fenestralis Jacoby, 1879
- Diabrotica fidelia Bechyne, 1956
- Diabrotica firmiona Bechyne, 1958
- Diabrotica flava (Olivier, 1791)
- Diabrotica flaviventris Jacoby, 1887
- Diabrotica flavofulva Baly, 1890
- Diabrotica formosa Baly, 1886
- Diabrotica fowleri Baly, 1890
- Diabrotica freudei Bechyne, 1956
- Diabrotica fucata (Fabricius, 1787)
- Diabrotica fulveola (Baly, 1890)
- Diabrotica fulvicornis Jacoby, 1887
- Diabrotica fulvofasciata Jacoby, 1889
- Diabrotica funerea Bowditch, 1911
- Diabrotica fuscula Bowditch, 1911
- Diabrotica gahani Jacoby, 1893
- Diabrotica generosa Baly, 1879
- Diabrotica germari Baly, 1890
- Diabrotica glaucina (Baly, 1889)
- Diabrotica godmani Jacoby, 1887
- Diabrotica gorhami Baly, 1890
- Diabrotica gracilenta Erichson, 1847
- Diabrotica gracilis Jacoby, 1878
- Diabrotica graminea (Baly, 1886)
- Diabrotica gratiosa Baly, 1886
- Diabrotica grayella Baly, 1886
- Diabrotica guaira Bechyne, 1958
- Diabrotica guaratiba (Marques, 1941)
- Diabrotica gudula Bechyne, 1956
- Diabrotica guttifera Baly, 1889
- Diabrotica haroldi Baly, 1886
- Diabrotica hathawayi Marques, 1941
- Diabrotica helga Bechyne, 1956
- Diabrotica hilli Krysan & Smith, 1987
- Diabrotica hogei Jacoby, 1887
- Diabrotica ianthe Baly, 1890
- Diabrotica illigeri Baly, 1889
- Diabrotica impressipennis Jacoby, 1887
- Diabrotica inaequalis Baly, 1886
- Diabrotica inornata Weise, 1921
- Diabrotica interrupta (Baly, 1886)
- Diabrotica iridicollis Bechyne & Bechyne, 1965
- Diabrotica isohaeta Bechyne & Bechyne, 1969
- Diabrotica jacobiana Duvivier, 1885
- Diabrotica jacobyi Baly, 1879
- Diabrotica jamaicensis Bryant, 1924
- Diabrotica jariensis Bechyne & Bechyne, 1965
- Diabrotica javeti Baly, 1889
- Diabrotica kirbyi Baly, 1890
- Diabrotica klugii Baly, 1886
- Diabrotica kraatzi Baly, 1890
- Diabrotica labiata Baly, 1886
- Diabrotica lacordairei (Kirsch, 1883)
- Diabrotica lamiina (Bechyne & Bechyne, 1969)
- Diabrotica latevittata (Baly, 1886)
- Diabrotica lebasii Baly, 1886
- Diabrotica lemniscata (Leconte, 1868)
- Diabrotica liberata Bechyne, 1958
- Diabrotica liciens (Fabricius, 1801)
- Diabrotica limitata (Sahlberg, 1823)
- Diabrotica linensis Bechyne, 1956
- Diabrotica linsleyi Krysan & Smith, 1987
- Diabrotica longicornis (Say, 1824)
- Diabrotica luciana (Blake, 1965)
- Diabrotica lucifera Erichson, 1847
- Diabrotica luederwaldti (Bowditch, 1911)
- Diabrotica lundi Smith & Lawrence, 1967
- Diabrotica luteopustulata Baly, 1890
- Diabrotica lutescens Baly, 1890
- Diabrotica macrina Bechyne, 1958
- Diabrotica manaensis (Weise, 1921)
- Diabrotica mapiriensis Bowditch, 1911
- Diabrotica marsila Bechyne, 1956
- Diabrotica matina Bechyne, 1958
- Diabrotica mauliki Barber, 1947
- Diabrotica mediofasciata Baly, 1890
- Diabrotica melanopa Erichson, 1847
- Diabrotica melanopyga Baly, 1889
- Diabrotica meyeri Baly, 1890
- Diabrotica milleri Krysan & Smith, 1987
- Diabrotica minuta Jacoby, 1879
- Diabrotica modesta (Fabricius, 1801)
- Diabrotica morosa Jacoby, 1887
- Diabrotica moseri Weise, 1921
- Diabrotica munda (Weise, 1921)
- Diabrotica mutabilis Baly, 1886
- Diabrotica myrna Bechyne, 1956
- Diabrotica neolineata Bowditch, 1911
- Diabrotica nigritarsis (Baly, 1889)
- Diabrotica nigrocincta Baly, 1886
- Diabrotica nigrolimbata Baly, 1886
- Diabrotica nigromaculata Jacoby, 1878
- Diabrotica nigroscutata Baly, 1890
- Diabrotica nigrostriata Baly, 1890
- Diabrotica nitidicollis Baly, 1889
- Diabrotica novemguttata (Weise, 1921)
- Diabrotica novemmaculata Jacoby, 1878
- Diabrotica nummularis Harold, 1877
- Diabrotica obscura Jacoby, 1887
- Diabrotica occlusa Champion, 1920
- Diabrotica ochreata (Fabricius, 1792)
- Diabrotica octoplagiata Jacoby, 1887
- Diabrotica oculata (Baly, 1890)
- Diabrotica olivacea Jacoby, 1882
- Diabrotica olivieri Jacoby, 1887
- Diabrotica orthocosta (Bechyne & Bechyne, 1969)
- Diabrotica pachitensis Bowditch, 1911
- Diabrotica palpalis Jacoby, 1887
- Diabrotica panamensis Jacoby, 1887
- Diabrotica panchroma Bechyne, 1955
- Diabrotica paradoxa Jacoby, 1887
- Diabrotica paranaensis Marques, 1941
- Diabrotica parintinsensis (Bechyne & Bechyne, 1969)
- Diabrotica pascoei Baly, 1879
- Diabrotica paula (Bechyne & Bechyne, 1962)
- Diabrotica pauperata (Baly, 1890)
- Diabrotica peckii Bowditch, 1911
- Diabrotica periscopica Bechyne, 1958
- Diabrotica piceicornis Baly, 1889
- Diabrotica piceolimbata (Baly, 1890)
- Diabrotica piceomarginata (Baly, 1890)
- Diabrotica piceonotata Jacoby, 1887
- Diabrotica piceopicta (Baly, 1890)
- Diabrotica piceopunctata Bowditch, 1911
- Diabrotica piceosignata Baly, 1890
- Diabrotica platysoma Bechyne, 1956
- Diabrotica plaumanni Bechyne, 1954
- Diabrotica plebeja Weise, 1921
- Diabrotica poeclienta Bechyne, 1958
- Diabrotica porracea Harold, 1875
- Diabrotica praeusta (Weise, 1921)
- Diabrotica propylaea (Bechyne & Bechyne, 1969)
- Diabrotica prostigma Bechyne, 1958
- Diabrotica proximans (Baly, 1890)
- Diabrotica pulchella (Jacquelin-Val, 1856)
- Diabrotica pulchra (Sahlberg, 1823)
- Diabrotica purpurascens Bowditch, 1911
- Diabrotica pygidialis Jacoby, 1887
- Diabrotica quadricollis (Jacoby, 1887)
- Diabrotica ramona Bechyne, 1956
- Diabrotica recki Marques, 1941
- Diabrotica reedi (Baly, 1890)
- Diabrotica regalis (Baly, 1859)
- Diabrotica regularis Jacoby, 1887
- Diabrotica relicta Suffrian, 1867
- Diabrotica rendalli Bowditch, 1911
- Diabrotica rogersi Jacoby, 1887
- Diabrotica rosenbergi Bowditch, 1911
- Diabrotica rufolimbata Baly, 1879
- Diabrotica rufomaculata Jacoby, 1887
- Diabrotica rufopustulata Bowditch, 1911
- Diabrotica samouella Bechyne, 1956
- Diabrotica sancatarina Bowditch, 1911
- Diabrotica sanguinicollis Jacoby, 1879
- Diabrotica schaufussi Baly, 1890
- Diabrotica scripta Olivier, 1808
- Diabrotica scutellata Jacoby, 1887
- Diabrotica sebaldia Bechyne, 1956
- Diabrotica sedata Baly, 1890
- Diabrotica selecta Jacoby, 1887
- Diabrotica semicirculata Jacoby, 1887
- Diabrotica semiflava Jacoby, 1887
- Diabrotica semisulcata Bowditch, 1911
- Diabrotica septemliturata Erichson, 1847
- Diabrotica septemplagiata Bowditch, 1911
- Diabrotica serrozulensis (Bechyne & Bechyne, 1962)
- Diabrotica sesquilineata Erichson, 1847
- Diabrotica sexmaculata Baly, 1879
- Diabrotica sharpii Kirsch, 1883
- Diabrotica sheba Bechyne, 1958
- Diabrotica signaticornis Chevrolat, 1844
- Diabrotica signifera Jacoby, 1887
- Diabrotica silvai Marques, 1941
- Diabrotica simulata (Baly, 1890)
- Diabrotica sinuata Olivier, 1789
- Diabrotica songoensis Bowditch, 1911
- Diabrotica speciosa (Germar, 1824)
- Diabrotica speciosissima Baly, 1879
- Diabrotica spilota Baly, 1890
- Diabrotica sublimbata (Baly, 1865)
- Diabrotica submarginata (Baly, 1890)
- Diabrotica subrugosa (Gahan, 1891)
- Diabrotica subsulcata Baly, 1865
- Diabrotica surinamensis Bowditch, 1911
- Diabrotica synoptica Bechyne, 1956
- Diabrotica tarsalis Harold, 1875
- Diabrotica teresa Bechyne, 1956
- Diabrotica terminalis Jacoby, 1879
- Diabrotica tessellata Jacoby, 1887
- Diabrotica testaceicollis (Baly, 1890)
- Diabrotica tibialis (Jacoby, 1887)
- Diabrotica tijuquensis Marques, 1941
- Diabrotica tortuosa Jacoby, 1887
- Diabrotica transversa Baly, 1890
- Diabrotica travassosi Marques, 1941
- Diabrotica tricolor Jacoby, 1887
- Diabrotica trifasciata Fabricius, 1801
- Diabrotica trifoveolata (Baly, 1890)
- Diabrotica trifurcata Jacoby, 1887
- Diabrotica triphonia Bechyne, 1958
- Diabrotica tropica (Weise, 1921)
- Diabrotica tripunctata (Fabricius, 1801)[45]
- Diabrotica tumidicornis Erichson, 1847
- Diabrotica undecimpunctata (Mannerheim, 1843)
- Diabrotica underwoodi Bowditch, 1911
- Diabrotica unipunctata Jacoby, 1882
- Diabrotica univittata Jacoby, 1899
- Diabrotica utingae Marques, 1941
- Diabrotica vagrans Baly, 1889
- Diabrotica varicornis Jacoby, 1889
- Diabrotica variegata (Jacoby, 1887)
- Diabrotica venancia Bechyne, 1958
- Diabrotica venezuelensis Jacoby, 1882
- Diabrotica vilaolivae Bechyne & Bechyne, 1969
- Diabrotica virescens Baly, 1886
- Diabrotica virgifera LeConte, 1858
- Diabrotica viridana Baly, 1886
- Diabrotica viridans (Baly, 1889)
- Diabrotica viridicollis Jacoby, 1887
- Diabrotica viridifasciata Jacoby, 1887
- Diabrotica viridilimbata Baly, 1879
- Diabrotica viridimaculata Jacoby, 1878
- Diabrotica viridipustulata Baly, 1886
- Diabrotica viridula Fabricius, 1801
- Diabrotica weisei Baly, 1890
- Diabrotica westwoodi (Baly, 1889)
- Diabrotica zikani Bechyne, 1968
- Diabrotica zischkai Bechyne, 1956

## Citas
1. ↑  Tallamy et al. (2005[3]): (p.67) "[Cucurbitacins have] Noxious effects on other [other than Diabrocitina and Aulacophorina] insects" (Nielsen et al. 1977,[4] Tallamy et al. 1997a.[5])
2. ↑  Tallamy et al. (2005[3]): (p.67) "For more than a century, researchers have noted the curious attraction of adult luperine chrysomelids in the subtribes Diabrocitina and Aulacophorina to cucurbit species rich in the bitter compounds collectivelly called cucurbitacins (Webster 1895,[6] Contardi 1939,[1] Metcalf et al. 1980[7])".
3. ↑  Tallamy et al. (2005):[3] (p.72) "As discussed above, cucurbitacins are phagostimulants for many luperine adults (Metcalf et al. 1980,[7] Nishida and Fukami 1990,[8] Tallamy et al. 1997b[9]) and larvae (DeHeer and Tallamy 1991[10])".
4. ↑  Tallamy et al.̠ (2005[3]) (p.70-71) "Cucurbitacins are produced in at least some tissues of all members of the Cucurbitaceae (Gibbs 1974,[11] Guha and Sen 1975,[12] Jeffrey 1980[13]) and a few species in other plant families (Curtis and Meade 1971,[14] Pohlman 1975,[15] Dryer and Trousdale 1978,[16] Thorne 1981.[17]) In most species they are concentrated in roots and fruits, with lesser amounts in stems and leaves. Because of their extreme bitterness, cucurbitacins are thought to be involved in plant protection against herbivores (Metcalf 1985,[18] Tallamy and Krischik 1989.)[19]

Nevertheless, cucurbitacins are phagostimulants for both adults (Metcalf et al. 1980)[7] and larvae (DeHeer and Tallamy 1991[10]) of several luperine species in the subtribes Aulacophorina and Diabroticina (Table 4.1) and can have important ecological consequences for plants that possess them (Tallamy and Krischik 1989[19]). Adult luperines can detect cucurbitacins in nanogram quantities and readily devour bitter plant material (Metcalf 1994,[20] Tallamy et al. 1998.[21]) In addition to WCR [western corn rootworm, Diabrotica virgifera virgifera], cucurbitacins influence the behaviour of several important crop pests, including Diabrotica balteata LeConte, the banded cucumber beetle, Diabrotica barberi Smith and Lawrence, the northern corn rootworm, Diabrotica undecimpunctata howardi Barber, the southern corn rootworm, and Diabrotica speciosa, a crop pest in Central and South America." Tabla 4.1 lista los insectos fagostimulados por cada cucurbitacina (incluye datos no publicados).
5. ↑  Tallamy et al. (2005[3]): (p.67) "[Diabroticina and Aulacophorina] can locate cucurbits over long distances by tracking flower and wound volatiles, and... cucurbitacins are phagostimulants for Diabroticites that... cause them to eat anything containing these compounds (Sinha and Krishna 1970,[22] Metcalf et al. 1980[7])."
6. ↑  Tallamy et al. (2005[3]): (p.81-82) "Electroantennogram (EAG) recording was used to identify extract compounds attractive to Diabrocites, citing: Hibbard et al. (1997b[23]), Cossé and Baker (1999[24])."
7. ↑  Tallamy et al. (2005[3]): (p.82) "As noted above, despite specialization on the Poaceae, adult WCR [western corn rootworm, Diabrotica virgifera virgifera] and D. barberi feed compulsively on bitter cucurbitacins when presented the opportunity, and they are attracted to volatiles from Cucurbita blossoms (Metcalf and Metcalf 1992[25] and references therein)."
8. 1 2  Tallamy et al. (2005[3]): (p.71-72). "Studies have shown that, when WCR [western corn rootworm, Diabrotica virgifera virgifera] eat crystalline cucurbitacins for 2 days, they excrete 85% of the material and permanently sequester the remainder in their fat bodies, cuticles, haemolymph, spermatophores and developing eggs (Ferguson and Metcalf 1985,[26] Andersen et al. 1988,[27] Tallamy et al. 2000).[28] There is good evidence that, regardless of the cucurbitacin configuration eaten, beetles transform it through glycosilation, hydrogenation, desaturation and acetylation into 23,24-dihydrocucurbitacin D (Andersen et al. 1988,[27] Nishida et al. 1992.)[29]

There are decided defensive benefits to cucurbitacin sequestration. Beetles that have eaten cucurbitacins become highly distasteful and are readily rejected by predators such as mantids, mice and finches (Ferguson and Metcalf 1985,[26] Nishida and Fukami 1990,[8] DW Tallamy, unpublished data). Sequestered cucurbitacins may also discourage parasitoids such as tachinid flies in the genus Celatoria, although this has never been tested. Moreover, when cucurbitacins have been sequestered in eggs and larvae, both of which are denizens of pathogen-rich damp soil, survival after exposure to the entomopathogen Metarhizium anisopliae is significantly improved (Tallamy et al. 1998[21]). This may explain why females shunt 79% of the cucurbitacins that are not excreted into their eggs or the mucus coating of the eggs (Tallamy et al. 2000[28])."
9. ↑  Tallamy et al. (2005[3]): (p.73) "Luperines [Chrisomelidae] such as WCR [western corn rootworm, Diabrotica virgifera virgifera], have been described as pharmacophagous insects (Nishida and Fukami 1990[8]) because they search for particular phytochemicals for purposes other than primary metabolism  or host recognition (Boppré 1990[30])."
10. ↑  Tallamy et al. (2005[3]): (p.73) "Whether obtained through pharmacophagy or specialization on cucurbits, cucurbitacins persist in the cuticle, fat bodies and haemolymph (Ferguson et al. 1985,[31] Andersen et al. 1988[27]) and provide protection against predators (Ferguson and Metcalf 1985,[26] Nishida and Fukami 1990[8]) and/or pathogens (Tallamy et al. 1998.[21]) Perhaps because of their defensive benefits, both cucurbitacins and pyrrolizidine alkaloids have also become an integral component of the reproductive behaviour of participating species (Dussourd et al. 1991,[32] LaMunyon and Eisner 1993,[33] Tallamy et al. 2000).[28] In both cases, the pharmacophagous agent is consumed directly by females and/or is sequestered by males and passed whithin spermatophores to females. Females, in turn, shunt the majority of these materials to developing eggs".
11. ↑  Tallamy et al. (2005[3]): (p.81) "Diabrotica spp., in general, have been associated with blossoms of varying Cucurbita spp. (Fronk and Slater 1956,[34] Howe and Rhodes 1976,[35] Bach 1977,[36] Fisher et al. 1984[37]). Andersen and Metcalf (1987[38])... (found they preferred C. maxima over the other species)" (p.81) "Andersen (1987[39]) identified 22 of the 31 major components of C. maxima floral aroma. Metcalf and Lampman (1991[40] and references therein) evaluated them for attraction to diabroticite beetles... Metcalf and Metcalf (1992[25] and references therein) (developed a 3-component blend as a highly simplified Cucurbita blossom volatile aroma). (p.83) "Metcalf and Metcalf (1992[25])... added a methoxy group to natural compounds (that) dramatically increased its effectiveness in attracting adult beetles.... It is these more attractive methoxy analogues of natural compounds which are generally used as lures today".
12. ↑  Tallamy et al. (2005[3]): (p.83-84-85) it mentions some real lures and if they are commercially availables, the most effective a new trap developed by Trécé (Salinas, California) containing buffalo gourd root powder.
13. ↑  Tallamy et al.: (2005[3]) (p.72)"Despite the benefits to female WCR [western corn rootworm, Diabrotica virgifera virgifera] from eating bitter cucurbit tissues, it is males rather than females who actively seek these compounds in nature. In a field trial quantifying the sex ratio of beetles that came to cucurbitacin-rich fruits of Cucurbita andreana, Tallamy et al. (2002[2]) found that 99% of the 224 WCR [western corn rootworm, Diabrotica virgifera virgifera] found at the fruits over a 5-day period were males. This result concurs with the male-biased sex ratios frequently found in cucurbitacin traps (Shaw et al. 1984;[41] Fielding and Ruesink 1985[42]). Apparently females rely on males for their primary source of cucurbitacins (Tallamy et al. 2000[28]). Males sequester 89% of the cucurbitacins not excreted after ingestion in their spermatophores and pass them to females during copulation. Whether such behaviour imparts a mating advantage to WCR [western corn rootworm, Diabrotica virgifera virgifera] males has not been investigated."